# Istinić
Isniq en albanais et Istinić en serbe latin (en serbe cyrillique : Истинић) est une localité du Kosovo située dans la commune/municipalité de Deçan/Dečani, district de Gjakovë/Đakovica (Kosovo) ou de Pejë/Peć (Kosovo) qui se trouve à 2 km de celui-ci et qui est séparé de cette localité par la rivière Lumbardh"( The White River ou Bistrica). Selon le recensement kosovar de 2011, elle compte 3 871 habitants.

## Géographie
Le village d'Isniq est situé sur la plaine fertile de Dukagjini à 587 mètres d'altitude.
Il est l'un des plus grands villages du Kosovo avec près de 4 000 habitants. Placé dans un cadre pittoresque, il se trouve dans la plaine de Dukagjini, au pied de montagnes et à la rive gauche du Lumbardh( Bistrica).
La région est connue pour sa terre fertile où tout semble vouloir pousser. C'est ainsi que l'on trouve de nombreux arbres fruitiers et jardins potagers. De plus, la région est renommée pour ses châtaigniers et les nombreuses plantes médicinales qui poussent sur ses montagnes.
Le village compte 600 à 800 maisons dont certaines ont une architecture moderne alors que d'autres sont de vrais musées de la culture albanaise. Celles-ci témoignent d'une culture qui a su être conservée à Isniq.

## Histoire
Au village se trouve la tour-résidence d'Osdautaj, qui date du XIXe siècle ; mentionnée par l'Académie serbe des sciences et des arts, elle est inscrite sur la liste des monuments culturels du Kosovo. La tour-résidence de Ramiz Kuklec, la tour de Kuklec est également proposée pour une inscription kosovare.

### Préservation de l'aspect typique
Un des monuments les plus importants de ce village est la Kulla e Osdautajve. Il s'agit d'un monument qui fait partie du patrimoine culturel du Kosovo.
S'y trouve également la statue d'Isa Boletini (1864 - 23 janvier 1916), héros du Kosovo, un des chefs de la Révolte des Albanais en 1910 dans la lutte contre les Ottomans et la Serbie, ayant des origines liées au village d'Isniq.

## Démographie

### Évolution historique de la population dans la localité
| 1948  | 1953  | 1961  | 1971  | 1981  | 1991  | 2011  |
| ----- | ----- | ----- | ----- | ----- | ----- | ----- |
| 1 725 | 1 768 | 1 955 | 2 499 | 3 393 | 4 203 | 3 871 |

|  |

Selon le recensement kosovar de 2011, la commune de Deçan recense 40 019 habitants et 3 871 habitants en ce qui concerne le village d'Isniq.

### Répartition de la population par nationalités (2011)
En 2011, les Albanais représentaient 99,87 % de la population.

## Économie
Isniq vit principalement de l'agriculture et ce grâce à sa terre fertile. On trouve également de nombreux éleveurs de bétail. C'est ainsi que pendant l'été, les villageois vont amener leur bétail paître dans les montagnes à 2 646 m d'altitude. Alors qu'en hiver, ils préparent leur propre laine avec laquelle ils tricotent des chaussettes, des pullovers et de nombreux autres vêtements.

## Galerie photo

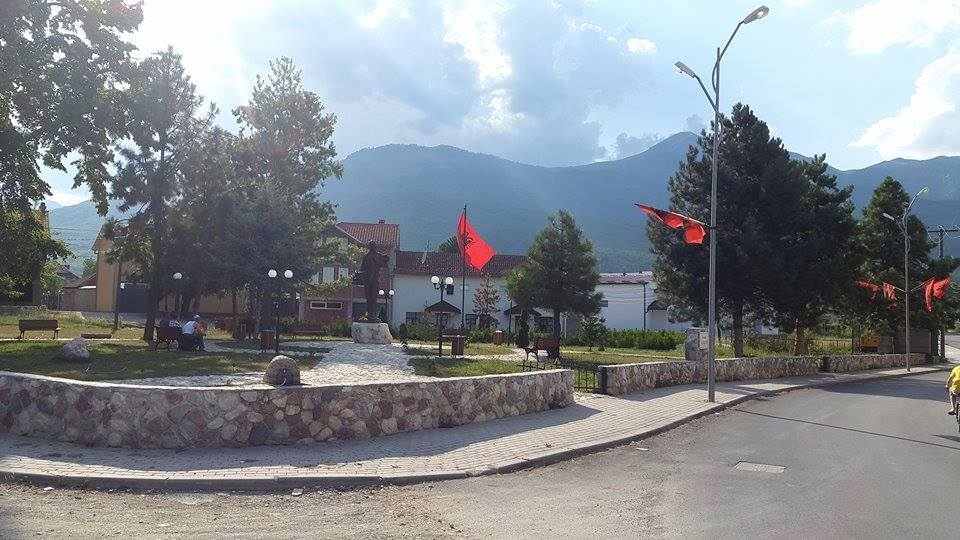
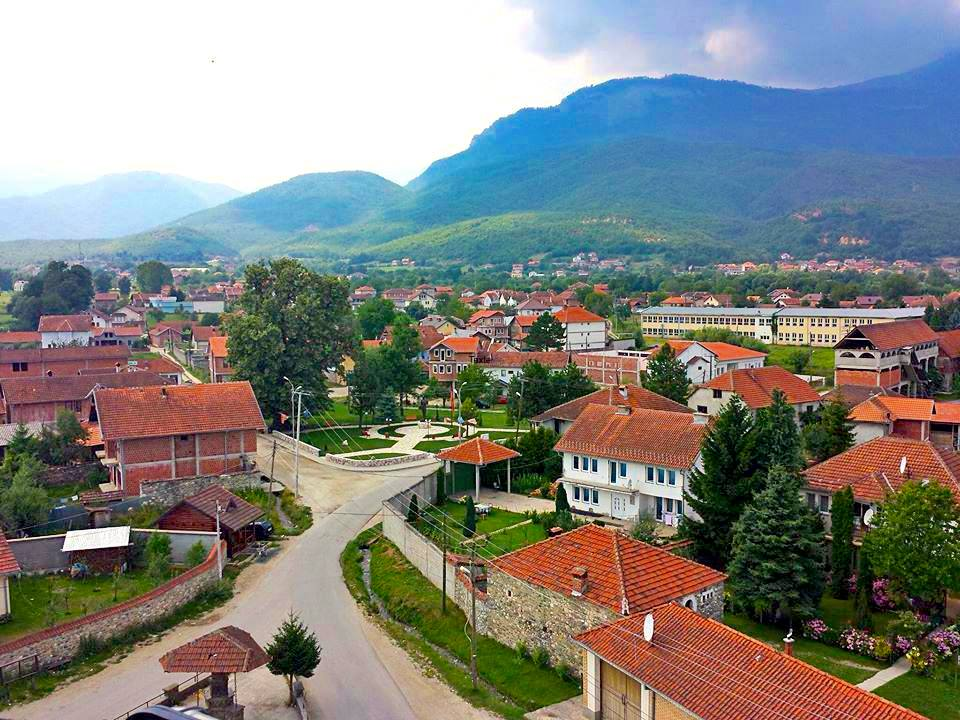
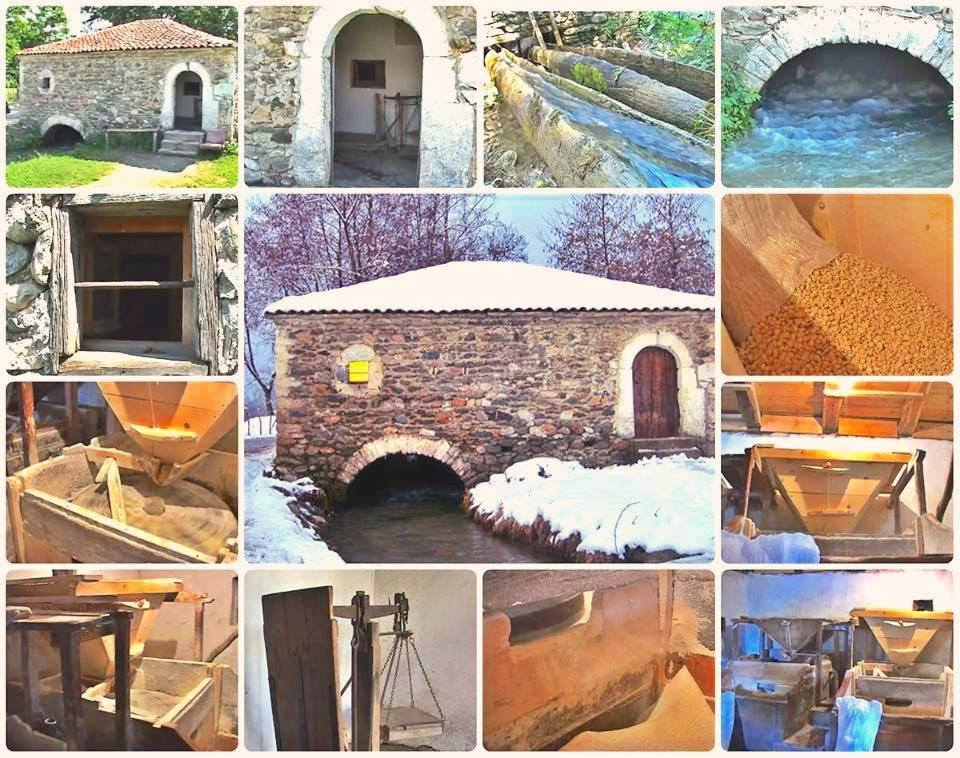
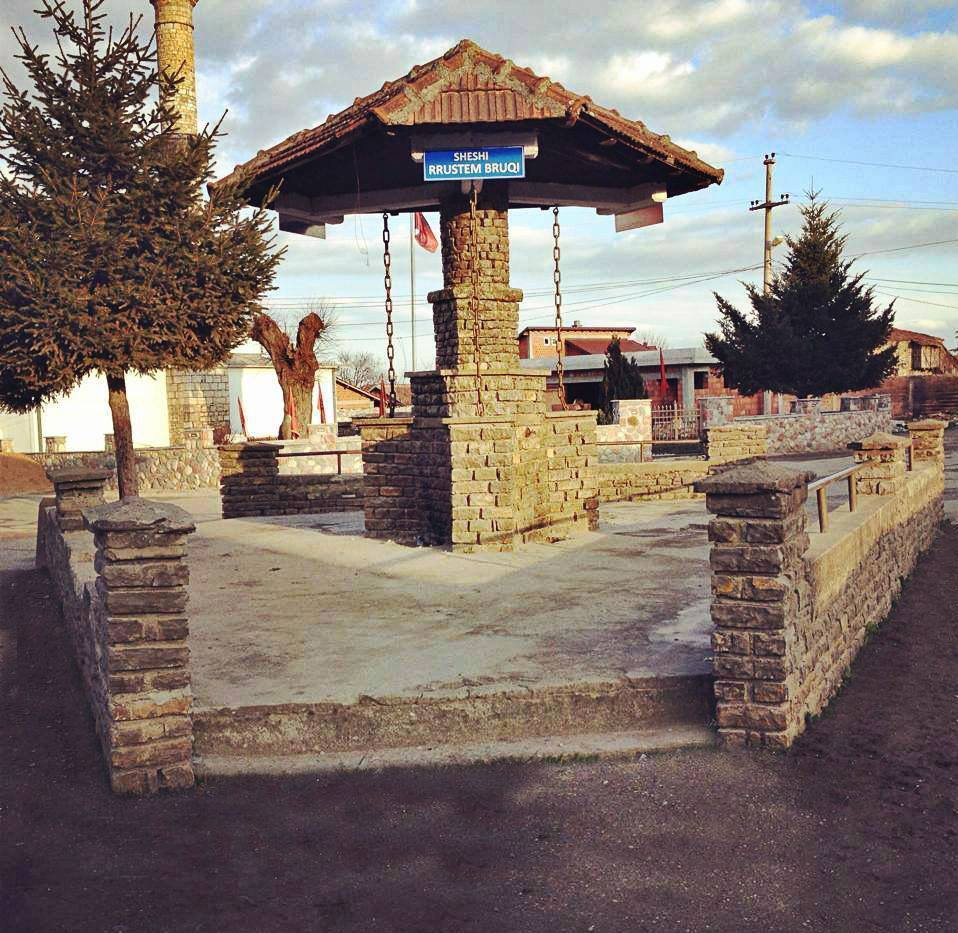
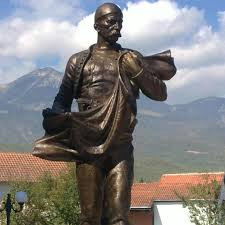
Isa Boletini